# Избаш, Сергей Владимирович
Сергей Владимирович Избаш  (1904 — 1986) — специалист в области гидравлики и гидротехники,  доктор технических наук, профессор, зав. кафедры гидравлики МЭИ (1946-1971). Заслуженный деятель науки и техники РСФСР.

## Биография
Сергей Владимирович Избаш родился в 1904 году в швейцарском городе Лозанна в семье моряков. Его дед, контр-адмирал Пётр Петрович Шмидт, по выходе в отставку стал начальником города и порта Бердянск. Отец, Владимир Захарович Избаш, тоже моряк, был штурманом дальнего плавания.
Сергей Владимирович учился в гимназии города Херсона. С 1920 года работал кочегаром на пароходе «Тула» Каспийского пароходства. С 1922 по 1923 год учился в Азербайджанском политехническом и Ленинградском политехническом институте (ЛПИ, ныне Санкт-Петербургский политехнический университет Петра Великого), который окончил в 1929 году, получив специальность инженера-гидротехника.
После окончания института поступил в аспирантуру, там, под руководством академика в области гидравлики и гидротехники Н. Н. Павловского,
подготовил и в 1931 году защитил кандидатскую диссертацию на тему «О пределах применимости закона Дарси и расчета турбулентной фильтрации».
С 1931 года С. В. Избаш стал научным руководителем нескольких лабораторных исследований гидротехнических сооружений. Одновременно начал преподавательскую деятельность в ЛПИ и других вузах, работал над докторской диссертацией, которую защитил в 1938 году. Тема докторской диссертации: «Гидравлика в производстве гидротехнических работ». В 1940 году С. В. Избаш был избран профессором кафедры гидротехнических сооружений ЛПИ.
В годы Великой Отечественной войны, с 1942 года работал в Грузинском индустриальном институте профессором кафедры гидросооружений. В 1944 году Сергей Владимирович был отозван в Москву на работу в Инженерный комитет Красной армии, где руководил проектированием и возведением сооружений на фронте, одновременно занимался вопросами восстановления водоснабжения в металлургии. За эту работу он был награжден орденом «Знак Почёта».
Для подготовки инженеров в области гидравлики и гидротехники в 1946 году в Московском энергетическом институте был создан гидроэнергетический факультет (ГЭФ), в который вошли кафедры гидравлики, гидроэнергетики, гидромашин и гидросооружений. Заведующим кафедрой гидравлики был назначен профессор, доктор технических наук Сергей Владимирович Избаш. Областью его научных интересов были исследования гидравлических процессов на моделях ряда проектировавшихся и строящихся ГЭС. Сергей Владимирович был также научным руководителем гидротехнической лаборатории, созданной для обоснования проекта Куйбышевской ГЭС на Волге.
В МЭИ Сергей Владимирович Избаш руководил подготовкой научных кадров, его аспиранты И. В. Лебедев, Х. Ю. Халдре и Н. М. Лелеева защитили кандидатские диссертации.
В разное время С. В. Избаш был членом редакционной коллегии журнала «Гидротехническое строительство», консультантом института «Гипромез», членом Советского национального комитета Международной ассоциации гидравлических направлений (СНК МАГИ).
Сергеем Владимировичем Избаш были созданы гидравлические теории фильтрационной устойчивости каменных набросок, перекрытия русел рек, он руководил гидравлическими исследованиями сооружений Волжских, Невских, Нижнетуломской, Вилюйской, Камской, Нурекской ГЭС, плотины Асуанского гидроузла.

## Труды
- Основы гидравлики/ С. В. Избаш, проф. д-р техн. наук. - Москва : Гос. изд-во лит. по строительству и архитектуре, 1952.
- Гидравлика перекрытия русел рек. Сергей Владимирович Избаш, Хейти Юрьевич Халдре. Москва - Ленинград: Государственное энергетическое издательство (Госэнергоиздат), 1959.

## Награды и звания
- Орден «Знак Почёта»
- Заслуженный деятель науки и техники РСФСР.